# Matej Bor
Matej Bor, pseudonimo di Vladimir Pavšič (Gargaro, 14 aprile 1913 – Radovljica, 29 settembre 1993), è stato uno scrittore e drammaturgo sloveno.

## Biografia
Matej Bor si laureò in slavistica nel 1937 a Lubiana. La sua esperienza di partigiano durante la seconda guerra mondiale si fa viva nella piccola raccolta di poesie Previharimo viharje ("Superiamo le bufere", stampata clandestinamente nel 1942), una delle poche opere poetiche pubblicate nell'Europa orientale occupata dai nazisti durante la Resistenza. Della medesima tematica è anche il dramma Raztrganci ("Gli straccioni", ciclostilato nel 1944), la cui ultima scena fu tradotta in italiano.
Dal 1946 al 1948 diresse il Teatro drammatico nazionale di Lubiana, poi nel 1965 venne eletto membro dell'Accademia slovena delle scienze e delle arti. Nel dopoguerra abbandonò gradualmente la poesia per aderire al realismo sociale, del quale sono esempi i drammi Vrnitev Blažonovi e Kolesa teme. Mostrò attenzione anche per i temi sociali del suo tempo, come in Šel je popotnik skozi atomski vek. Nel romanzo Daljine (1961) affronta temi morali.

## Opere

### Raccolte di poesie
- Previharimo viharje ("Superiamo le bufere", 1942)
- Pesmi ("Poesie", 1946)
- Bršljan nad jezom ("L'edera sull'argine", 1951)

### Prosa
- Daljine (1961, romanzo)

### Opere teatrali
- Raztrganci ("Gli straccioni", 1946)
- Težka ura ("L'ora difficile")
- Vrnitev Blažonovih ("Il ritorno dei Blažonovi", 1948)
- Kolesa temé ("L'ingranaggio delle tenebre", 1953)

### Sceneggiatore
- Vesna, regia di František Čáp (1953)